# Bob Allen (Fußballspieler, 1939)
Robert „Bob“ Allen (* 16. Januar 1939 in Belfast) ist ein ehemaliger nordirischer Fußballspieler.

## Karriere
Allen kam 1957 vom walisischen Klub Denbigh Town zu den Wolverhampton Wanderers, bestritt dort in zwei Jahren aber keinen Einsatz in der ersten Mannschaft. Im Juli 1959 wechselte er zu Coventry City in die Third Division. Allen gab zwar im August 1960 unter Billy Frith gegen Bradford City sein Ligadebüt, wurde in der Folge aber nur sporadisch eingesetzt. Erst Jimmy Hill, der den Trainerposten im November 1961 übernahm, setzte vermehrt auf Allen, stellte ihn aber flexibel auf unterschiedlichen Positionen auf. Trotz 22 Einsätzen in der Saison 1961/62 wurde Allen über das Saisonende hinaus nicht weiter verpflichtet und beendete daraufhin seine Laufbahn.
Als Mitglied der Coventry City Former Players Association nahm er in den vergangenen Jahren mehrfach an Ehemaligentreffen teil, erstmals kehrte er 2008 nach über 40 Jahren zu Coventry City zurück.